# Marie Louise Stheins
 (janvier 2019).
 (janvier 2019).
Marie Louise Stheins, née le 21 janvier 1957 à Bréda, est une actrice néerlandaise.

## Filmographie

### Cinéma
- 1976 : Arnhem: The Story of an Escape : Tineke
- 1990 : Vincent et Théo : Jet Mauve
- 2001 : Zus et Zo : La spécialiste
- 2009 : De Punt (film) (nl) : Yvonne
- 2013 : Daglicht (nl) : Dina de Waal
- 2015 : Paradise Trips (nl) : Esmeralda
- 2016 : Sneekweek : Maria van Dungen

### Télévision

#### Téléfilms
- 1996 : Unit 13 (série télévisée) (nl) : Anke Welson
- 1998 : Oud Geld (nl) : Zosia Wardejn
- 1998 : Baantjer : Viola Fokkema
- 2000-2003 : Russen (nl) : Deux rôles (Madame van Swinderen et Gabriëlle van der Vlis)
- 2001-2002 : Schiet mij maar lek (nl) : Annabel
- 2001-2003 : Wet & Waan (nl) : Saskia
- 2005 : Grijpstra & De Gier (nl) : Marie-Louise Blok
- 2008 : Keyzer & De Boer Advocaten : Dr. Betty van Gelderen
- 2009 : Juliana (série télévisée) (nl) : Tellegen
- 2010 : Bernhard, schavuit van Oranje (nl) : Koningin Beatrix
- 2011 : Seinpost Den Haag (nl) : Madeleine Debrot
- 2012 : Bloedverwanten (nl) : Mère de Boris
- 2015 : De Fractie (nl) : Corine van Daalen
- 2016 : Weemoedt (nl) : Ank van der Doel
- 2017 : Suspects (série télévisée, 2017) (nl) : Carola Teurlings
- 2018 : Fenix (série télévisée) (nl) : Ien

## Distinctions
- 2000 : Theo d'Or pour son rôle dans la pièce de théâtre La Ronde de Arthur Schnitzler.